# José Vicente Trujillo
José Vicente Trujillo Gutiérrez (Esmeraldas, 15 de septiembre de 1889 - Guayaquil, 27 de mayo de 1970) fue un abogado y político ecuatoriano.

## Trayectoria
Realizó sus estudios secundarios en el Colegio Nacional Vicente Rocafuerte, del que posteriormente fue profesor y rector.
A lo largo de su vida militó en el Partido Liberal Radical Ecuatoriano, del que fue uno de sus mayores ideólogos. Entre los cargos públicos que ocupó destacan ministro de gobierno, gobernador de Guayas, embajador de Ecuador ante las Naciones Unidas, presidente del Senado (de 1933 a 1934) y canciller de la república (de 1945 a 1947).
En 1935 se presentó como candidato a la presidencia de la república representando un ala disidente del partido liberal y apoyado por el Velasquismo, luego de que el partido liberal eligiera oficialmente como candidato a Carlos Alberto Arroyo del Río.  Al constatar que la división de los liberales llevaría a la victoria de Alejandro Ponce Borja, candidato del partido conservador, el presidente encargado Antonio Pons renunció a su cargo y entregó el poder a los militares, quienes nombraron jefe supremo a Federico Páez.

## Homenajes
Una avenida de Guayaquil está nombrada en su honor. También en el sur de Guayaquil en la ciudadela Pradera 2 hay un colegio nacional que lleva su nombre.